# Savannah Marshall
Savannah Marshall (ur. 19 maja 1991) – angielska pięściarka, mistrzyni i wicemistrzyni świata amatorek. 
Występuje w kategorii do 75 kg. Zdobywczyni złotego medalu mistrzostw świata w 2012 roku w Qinhuangdao i srebrnego w 2010 roku na Barbadosie.
Podczas igrzysk olimpijskich w Londynie (2012) przegrała w swoim pierwszym pojedynku z Mariną Wolnową z Kazachstanu.